# Хальденванг (Швабия)
Хальденванг (нем. Haldenwang) — община в Германии, в земле Бавария.
Подчиняется административному округу Швабия. Входит в состав района Гюнцбург. Подчиняется управлению Хальденванг. Население составляет 1810 человек (на 31 декабря 2010 года). Занимает площадь 17,98 км².